# Hemidactylus brookii
Hemidactylus brookii este o specie de șopârle din genul Hemidactylus, familia Gekkonidae, descrisă de Gray 1845.

## Subspecii
Această specie cuprinde următoarele subspecii:
- H. b. angulatus
- H. b. brookii
- H. b. leightoni
- H. b. parvimaculatus
- H. b. subtriedroides

## Galerie

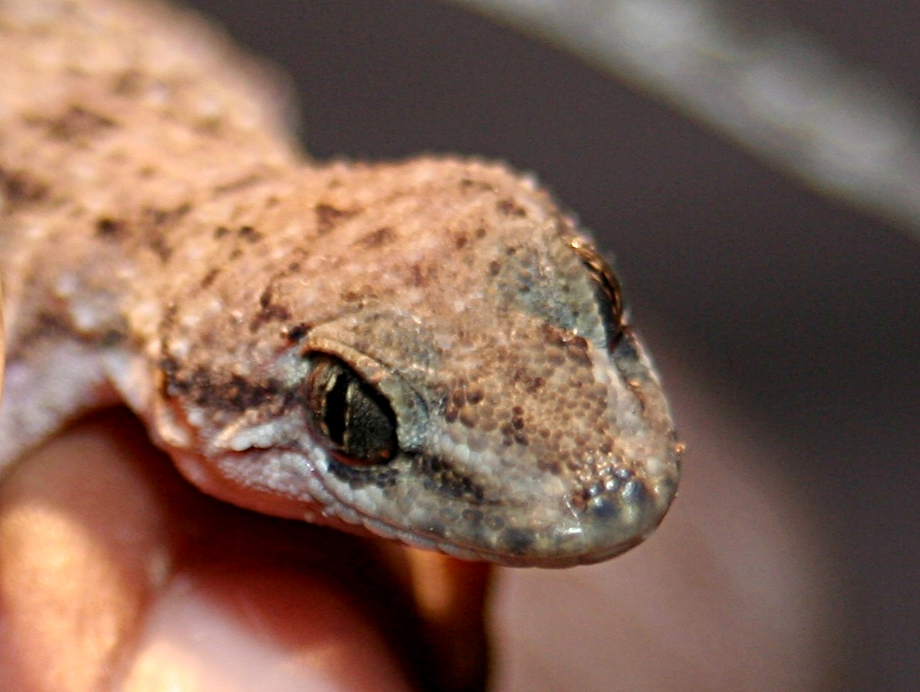